# Sava Gotul
Sava Gotul, cunoscut și ca Sfântul Sava de la Buzău (zis Gotul), Sabbas, Sabas (d. 12 aprilie 372, râul Buzău) a fost un martir creștin din secolul al IV-lea, venerat ca sfânt de bisericile ortodoxă, catolică și de cele vechi orientale. Este prăznuit la 12 aprilie. 

## Biografie
S-a născut în anul 334 (aproximativ), în regiunea Buzăului, în apropiere de râul Mousaios (Buzăul de azi), din părinți creștini, din neamul gotic al tervingilor, trăitori în zona deluroasă a Subcarpaților de Curbură. Spre deosebire de majoritatea goților creștinați de Wulfila, Sava nu a fost arian, ci „cu siguranță catolic”.
Într-o scrisoare din secolul al IV-lea adresată, în  numele Bisericii din Goția, arhiepiscopului Vasile cel Mare, sfântul Sava  a fost descris ca fiindː „drept în credință, evlavios, gata spre toată ascultarea cea după dreptate, cinstit, nemeșteșugit în cuvânt, dar nu în știință, grăind adevărul, reducându-i la tăcere pe idolatri, fără să se mândrească, ci, cum se cuvine celor smeriți, fiind supus, liniștit, iar nu îndrăzneț în cuvânt, râvnitor în tot lucrul bun, cântând în Biserică, în aceasta fiind foarte priceput, fără averi, fără proprietăți, decât cele socotite de folos, treaz, cumpătat în toate, neînvățat cu femeile, depărtat de lume, ținând posturile, stăruind în rugăciuni fără de slavă deșartă și bunei socoteli pe toate supunându-le, lucrând pe cele cuvenite, fără să-l intereseze cele nefolositoare și având credință întru totul fără prihană, lucrătoare prin iubire, după cum nimic nu-l tulbura în a vorbi mereu deschis în Domnul“.  M. Păcurariu identifică pe episcopul Bretanion din Tomis ca autor al acestei scrisori. Copii ale documentului Pătimirea Sfântului Sava se păstrează în Biblioteca Vaticanului și Biblioteca San Marco din Veneția. Prima mențiune documentară a râului Buzău (sub numele de Mousaios) este din secolul al IV-lea, într-o scrisoare din anul 376, trimisă de Iunnius Soranus, guvernatorul Scythiei Minor, arhiepiscopului din Cezareea Mazaca. În această scrisoare se relatează martirizarea, la 12 aprilie 372, a misionarului creștin got, Sava, înecat de către confrații lui de confesiune ariană, în râul Buzău. 
Sinaxarele amintesc apropierile sufletești ale Sfântului Sava de la Buzău de doi preoți goți din sate învecinate, un anume Sansalas și un altul, Gutticas. Între anii 369 și 372, în timpul prigoanei creștinilor pornită de Atanaric, rege got, legenda vorbește despre o apariție, a unui „bărbat foarte mare și luminos”, care îi spune Sfântului Sava să se alăture preotului Sansalas în ceea ce avea să-i fie începutul martiriului. Astfel, la porunca lui Atharid, fiul unui dregător got — Rotheseu —, cei doi sunt legați, biciuiți și târâți prin păduri incendiate. Rănile de pe trupul martirului se vindecă însă peste noapte, ceea ce-i înfurie pe prigonitori, care îl răstignesc pe două osii. A doua zi, spre dimineață, este eliberat de către o femeie, dar Sfântul Sava refuză să fugă. Atharid îl silește apoi să mănânce, împreună cu preotul Sansalas, din carnea jertfită idolilor. La împotrivirea lui Sava și la mărturisirea credinței sale în Christos ca singur Dumnezeu, i se leagă un trunchi de lemn de gât și este aruncat în Mousaios, găsindu-și sfârșitul astfel, „prin lemn și apă”, la vârsta de 38 de ani. Trupul i-a fost găsit de credincioși și înmormântat după tradiția creștină a acelor vremuri. În anul 374 sfântul Vasile cel Mare, episcop al Cezareei, i-a scris o scrisoare episcopului Bretanion de Tomis, în care i-a cerut acestuia aducerea moaștelor Sfântului Sava Gotul în Capadocia, împreună cu o descriere a martiriului său.

## Venerare

Sfântul Sava Gotul, mozaic din pridvorul Catedralei episcopale din Slobozia

Sfântul Martir Sava (Gotul) de la Buzău este sărbătorit în cultul român ortodox și greco-catolic pe 12 aprilie, iar în cel romano-catolic pe 28 aprilie.